# مات نفرو رع
مات نفرو رع أو مآت نفرو رع أو مآت حور نفرو رع، هي ملكة مصرية قديمة غير حاكمة أو زوجة ملك عاشت خلال عهد الأسرة التاسعة عشرة، وهي زوجة الملك رعمسيس الثاني، وهي من أصول حيثية.

## عائلتها
الملكة مآت حور نفرو رع هي ابنة الملك الحيثي خاتوسيلي الثالث وزوجته الملكة بودوخيبا. وكانت شقيقة ولي العهد نيريكايلي الحيثي وشقيقة الملك الحيثي اللاحق توداليا الرابع.
وقد تزوجت مآت حور نفرو رع من الملك رعمسيس الثاني في السنة الـ 34 من حكمه، لتصبح الزوجة الملكية العظمى. واسمها الأصلي غير معروف، ولكن اسمها المصري فقط هو الباقي.

## حياتها
كانت الامبراطورية المصرية والإمبراطورية الحثية على خلاف متزايد منذ زوال مملكة ميتاني، وكان زواج مآت حور نفرو رع من الملك المصري هو تتويج لعملية السلام التي بدأت بتوقيع معاهدة سلام قبل ثلاثة عشر عاما من زواجها به.
وعلى لوحة الزواج التي أمر بنقشها الملك رعمسيس الثاني - من ثلاث نسخ - قيل إن «ابنة كبير زعماء خيتا سارت [في الجبهة] أمام الجيش [...]»
غادرت الأميرة الحثية حاتوسا، العاصمة الحثية، في أواخر عام 1246 ق.م، يرافقها والدتها وقافلة ضخمة محملة بالذهب والفضة والبرونز والماشية والأغنام والعبيد. وعلى الحدود المصرية، وجهت رسالة إلى الملك قائلة: «لقد اجتزنا الجبال المتعرجة والممرات الغادرة للوصول إلى حدود صاحب الجلالة». فأرسل رعمسيس حفل ترحيب لمرافقة الأميرة عبر كنعان وإلى مصر. ووصلت في فبراير 1245 قبل الميلاد في پي رعمسسو (بر رعمسيس).
وقد أنجبت الملكة مآت حور نفرو رع للملك رعمسيس طفلا ولكنه توفي بعد ذلك بوقت قصير.
وذكرت مآت حور نفرو رع على ورقة بردي وجدت في مدينة غراب. والنص الجزئي على البردي يقول: [...] حقيبة صغيرة، زوجة الملك مآت حور نفرو رع (ليتها تحيا) (ابنة) الحاكم العظيم لخيتا، [...] ملابس دايت في 28 ذراع، 4 كفوف اتساع 4 أذرع، [كيس؟] من 14 ذراع، كفان، باتساع 4 ذراع - غرضان [...] كفوف، اتساع 4 ذراع.
وفي تانيس، هناك تمثال مكسور لرعمسيس يظهرها (معظم تمثالها الصغير قد دمر) لامسة ساق التمثال، ويجانبها خرطوشة لها.
وخلال النصف الأخير من الألفية الأولى قبل الميلاد خلق زواج مآت حور نفرو رع من الملك رعمسيس الثاني حكاية مسجلة على لوحة بختان عن شفاء شقيقة ملكة أجنبية عن طرق تمثال إلهي أرسل من مصر.